# Osvald Sirén
 (août 2022).
Osvald Sirén, né le 6 avril 1879 à Helsinki et mort le 12 ou 26 juin 1966 à Stockholm, est un historien de l'art finlandais de langue maternelle suédoise. 

## Biographie
Professeur à l'université de Stockholm, Osvald Sirén se consacre, durant plusieurs années, à l'étude de l'art de la Renaissance italienne, mais après la Première Guerre mondiale il change de département académique pour se spécialiser dans l'histoire de l'art chinois, sur laquelle il donne des cours à l'Université Harvard, un domaine d'étude dans lequel il est encore aujourd’hui considéré comme un des grands représentants.
Il écrit plusieurs ouvrages dont les plus importants dans le domaine de l'art chinois, accompagnés d'un important appareillage photographique tels que Jardins de Chine en 1949, La Chine et les jardins de l'Europe du XVIIIe siècle en 1949 et Peinture chinoise : grands maîtres et fondations entre 1950 et 1958, un ouvrage en sept volumes sur la peinture chinoise qui repropose ensemble, mis à jour et révisés, tous ses ouvrages précédemment publiés sur le sujet. 
En 1956, il reçoit la médaille Charles Lang Freer, un prix décerné par la Freer Gallery of Art, le musée d'art oriental de la Smithsonian Institution, du nom du collectionneur d'art américain homonyme qui l'a fondé.
Osvald Sirén a également été l'un des premiers représentants du mouvement théosophique dans lequel il a été actif tant au niveau éditorial qu'organisationnel.

## Œuvres
- (se) Osvald Sirén, Carl Gustaf Pilo och hans förhållande jusqu'à den samtida porträttkonsten i Sverige och Danmark : ett bidrag jusqu'à den skandinaviska konsthistorien, Stockholm, 1902.
- Osvald Sirén, Dessins et tableaux de la Renaissance italienne dans les collections de Suède, Stockholm, 1902.
- (se) Osvald Sirén, Léonard de Vinci : hans lefnadsöden, bildverk, personlighet och målarbok, Stockholm, 1911.
- (se) Osvald Sirén, Beskrifvande förteckning öfver Stockholms högskolas tafvelsamling jämte konsthistorisk inledning, Stockholm, 1912.
- (se) Osvald Sirén, Nyförvärfvade konstverk i Stockholms högskolas samling 1912, Stockholm, 1913.
- (se) Osvald Sirén, Den gyllene paviljongen : minnen och studier från Japan, Stockholm, 1919.
- (en) Osvald Sirén, Essentials in art, Londres, New York, 1920.
- (en) Osvald Sirén, The Walls and Gates of Peking, Londres, 1924[Note 2].
- (en) Osvald Sirén, Sculpture chinoise du Ve au XIVe siècle, 1925.
- Osvald Sirén, Les palais impériaux de Pékin : deux cent soixante-quatorze planches en phototypie d'après des photographies de l'auteur, douze dessins d'architecture et deux cartes avec un bref récit historique, Paris, 1926.
- (de) Osvald Sirén, Studien zur chinesischen Plastik der Post-T'angzeit, Berlin, 1927.
- Osvald Sirén, Peintures chinoises dans les collections américaines, 1928.
- Osvald Sirén, Histoire des arts anciens de la Chine, Paris, 1929-1934.
- (en) Osvald Sirén, A History of Early Chinese Painting, 1933.
- (se) Osvald Sirén, Bilder från Grekland [« Images de Grèce »], Stockholm, 1935.
- (en) Osvald Sirén, The Chinese on the Art of Painting: Translations and Comments, New York, 1938.
- (en) Osvald Sirén, A History of Later Chinese Painting, New York, 1938.
- (se) Osvald Sirén, Kinas trädgårdar och vad de betytt för 1700-talets Europa, Stockholm, 1948-1950.
- (en) Osvald Sirén, Peinture chinoise : principaux maîtres et principes, New York, 1950-1958.